# Kostel svatého Jakuba Většího (Malenice)
Kostel svatého Jakuba je dominantou obce Malenice. Nachází v historické části obce, na návrší při jižním okraji vesnice. Kostel je obehnán funkčním hřbitovem nepravidelného půdorysu, který je ohraničen ohradní zdí s bránou na severu a s brankou na východní straně. Kostel se nachází na návrší obce Malenice.

## Stavební fáze

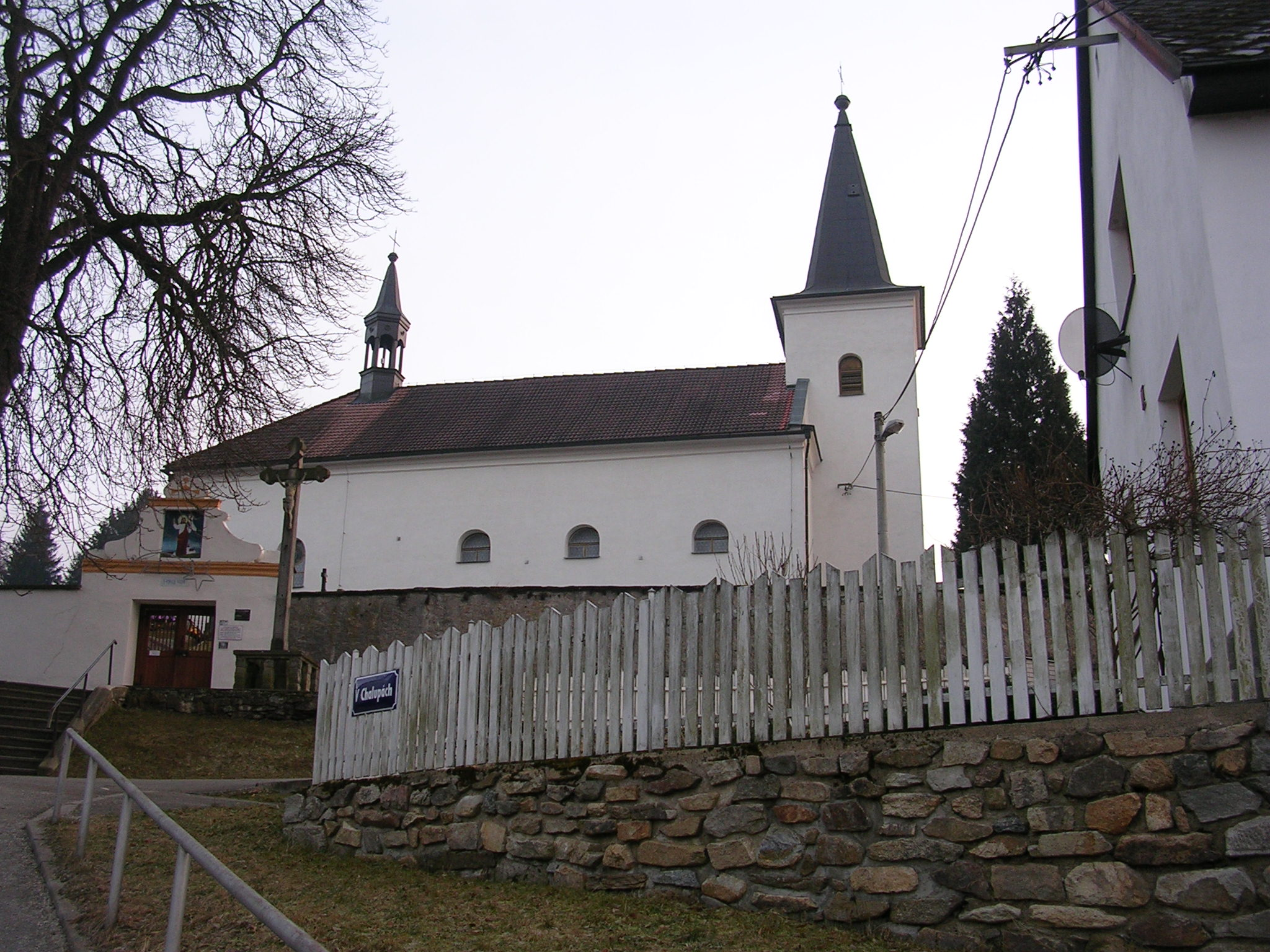
Pohled na kostel zboku

Stavba kostela sv. Jakuba v Malenicích je datována do počátku 14. století s úpravami na počátku 18. století a na konci 19. století. První písemná zmínka o kostele pochází až z roku 1395, ač architektonické tvarosloví presbytáře ukazuje na počátek 14. století. Kostel se původně skládal z dřevěné lodi a zděného presbytáře. Loď byla zbořena roku 1708 a ke kněžišti byla přistavěna zděná loď. Do dnešní podoby byla stavba uvedena roku 1885.

## Stavební podoba
Kostel sv. Jakuba v Malenicích je jednolodní, obdélná, zděná a omítnutá stavba se západní hranolovou věží a pravoúhlým presbytářem. Loď je sklenuta valeně, presbytář křížově, západní kruchta je podklenuta třemi křížovými klenbami. Za oltářem v presbytáři jsou viditelné zbytky nástěnných maleb z první poloviny 14. století. Z památkového hlediska jsou cenné valené a křížové klenby v kostele (loď, presbytář, podkruchtí a sakristie) a drobné architektonické detaily (podlahy a schodiště).

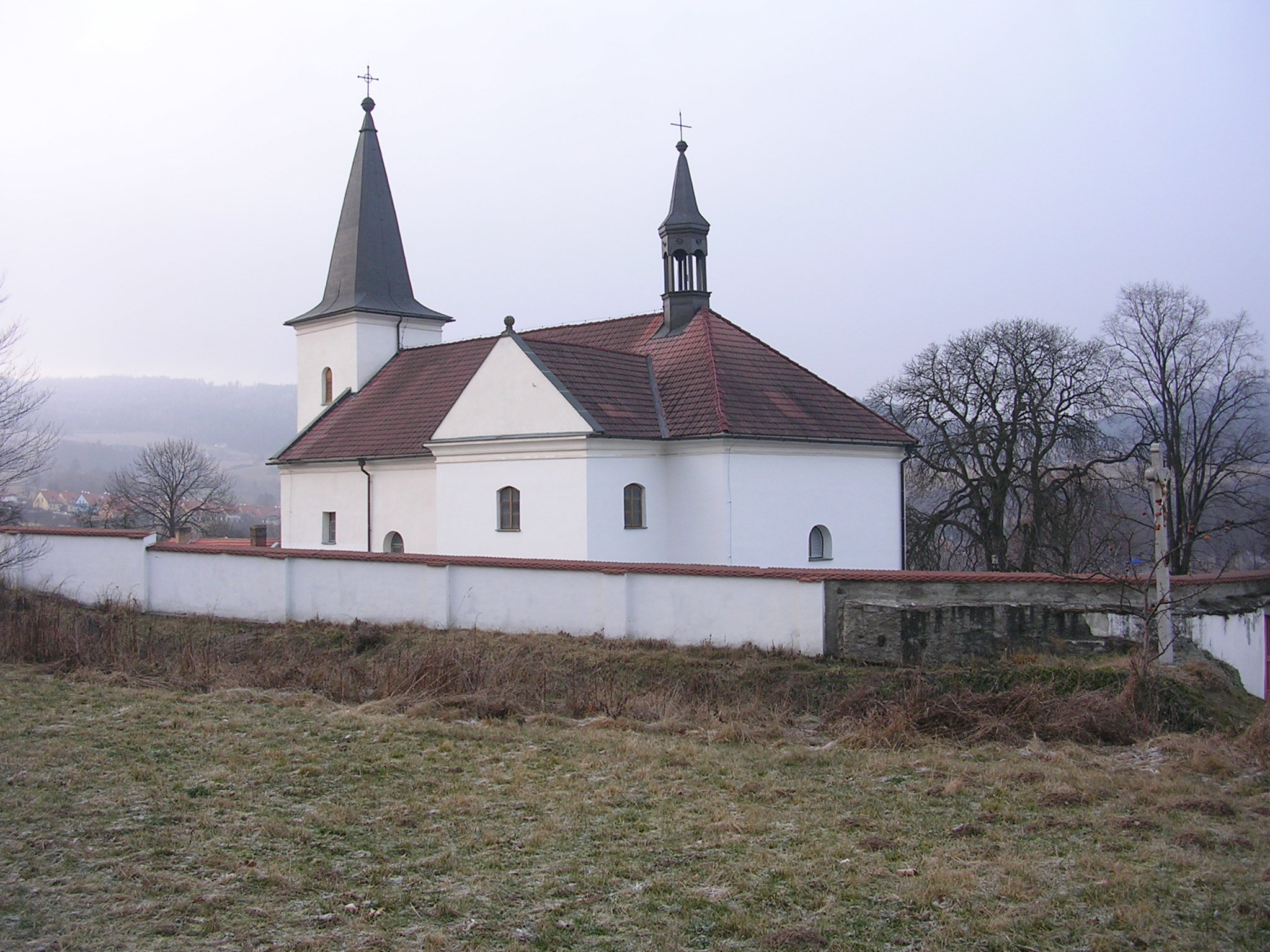
Pohled na kostel